# Steen Steensen Blicher

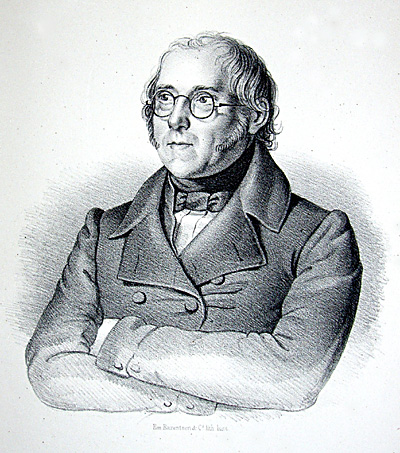
Steen Steensen Blicher

Steen Steensen Blicher, född 11 oktober 1782 i byn Vium nära Viborg, död 26 mars 1848 i Spentrup, var en dansk novellist och skald.

## Liv
Steen Steensen Blicher var prästson. I sin ungdom var han mycket sjuklig, men tog 1799 studentexamen med utmärkelse, och sedan han under två års vistelse på Falster, där han 1801 till 1803 genom mycket motion återvunnit sin hälsa, tog han 1809 teologisk ämbetsexamen. Vid sidan av teologin drev han studier i främmande litteraturer, särskild engelsk. 
Han utgav redan 1807-09 en översättning av James Macphersons "Ossians sånger".  År 1810 blev han adjunkt vid Randers lärda skola och gifte sig strax därpå med sin farbrors 17-åriga änka, Juliane Berg. Han lämnade emellertid snart sin lärarplats och övertog arrendet av sin faders prästgårdsjord i Randlev.
Hans hustrus rätt betydliga förmögenhet gick förlorad under de för landet och särskild för jordbruket olyckliga åren, och under hela sitt liv tyngdes Blicher sedan av skuld och penningbrist. År 1819 blev han kyrkoherde i det lilla pastoratet Torning, beläget på heden och grannsocken till Vium, och även sedan han 1826 blivit förflyttad till Spentrup, kunde han inte arbeta sig upp ur sin fattigdom. 
Dessutom blev hans äktenskap olyckligt. Hans hustru saknade intresse och förståelse för hans dikter och han misstänkte henne för otrohet. År 1827 skickade han henne från hemmet, och trots att han efter några månader 1828 lät henne komma tillbaka och förnyade samlivet, var under de sista 15 åren av hans liv all innerlig förbindelse mellan makarna bruten.
Till de andra sorgerna kom slutligen även, att han hos den läsande allmänheten och hos dåtidens litterära kritik fann ringa förståelse och ännu mindre erkännande, något som gjorde honom nedstämd och bitter. Mot sin önskan fick han sommaren 1847 avsked som präst, men stannade kvar i prästgården till sin död.

## Verk
Redan 1814 till 1817 utgav Blicher två band med dikter (Digte) och 1823 utkom samlingen Bautastene med en cykel minnesvers om berömda eller förtjänta män. 1819 till 1821 skrev han några lustspel och sorgspelet Johanne Gray uppfördes 1825 på kungliga teatern i Köpenhamn. Året förut hade Blicher första gången använd den form för diktning som gav honom hans ställning i den danska litteraturen, nämligen novellen.
Han började med En landsbydegns dagbog, en fri behandling av Marie Grubbes livsöde, som nu räknas bland hans främsta arbeten, men den väckte inte uppmärksamhet vid hans tid. 1827 till 1829 utgav han månadsskriften "Nordlyset" med flera noveller. Däremot fick hans skildringar av jylländsk natur och jylländskt folkliv som utgavs mellan 1833 och 1836 i fem band mycket beröm. Riktig uppmärksam på Blichers verk blev man först efter hans död där olika noveller utgavs i samlingsband. Hans bok Præsten i Vejlbye ingår i danmarks kulturkanon.
Minnesmärken över Blicher är resta i Viborg 1866, på Himmelbjerget 1882 och i Randers 1891, utom minnesstenarna i hans födelseby Vium och på Lyshöj, mitt på heden.